# 웬디 (가수)
웬디(본명: 손승완, 1994년 2월 21일 ~ )는 대한민국의 가수, 라디오 DJ다. 걸그룹 레드벨벳의 메인 보컬이며 2022년부터는 GOT The Beat의 일원으로 참여하고 있다.

## 생애

### 레드벨벳 이전
웬디는 1994년 2월 21일 서울특별시 성북동에서 태어났다. 웬디의 가족들은 음악을 좋아했고, 웬디 역시 6살 때부터 가수가 되는 것에 대해 관심을 보였다. 노래를 부르는 것 외에도 웬디는 피아노, 기타, 색소폰, 플루트 등 여러 가지 악기를 다룰 줄 안다.
이후 언니와 함께 캐나다로 이주해 해외에서 공부했다. 온타리오주 브럭빌에서 살다가 미국으로 이사해 섀턱세인트메리즈스쿨에 다니며 명예 학위를 따냈고, 여러 번 상을 받았다. 이곳에서 웬디는 영어 이름 "웬디 손" (Wendy Shon)을 사용하기 시작했다. 이후 캐나다 온타리오의 리치먼드힐 고등학교에서 공부했고, 여기서 보컬 퓨전이라는 학교 합창단에 참여했다. 미국과 캐나다에서 공부하면서 영어를 잘하게 되었고, 프랑스어와 스페인어도 조금 구사할 수 있게 되었다.
웬디의 부모는 웬디가 음악가가 되는 것을 처음에 반대했으나, 웬디의 고등학교 재학 시절 대한민국에서 가수 오디션을 보는 것을 결국 허락했다. 2010년, 웬디는 큐브 엔터테인먼트에서 주관하는 2011년 코리아부 글로벌 오디션을 지원했다. 최종합격자는 아니었지만, 가수 G.NA가 뽑은 15명에 들어갔다. 2018년 YG 엔터테인먼트의 CEO 양현석은 웬디가 YG 엔터테인먼트의 오디션에 참가했으나 합격하지 못했다고 알려줬다.
웬디는 SM 엔터테인먼트에 오디션을 볼 계획이 아니었으나, 친구를 따라 2012 SM 글로벌 오디션 캐나다에 지원했다가 합격했다. 오디션 당시 김건모의 "서울의 달"을 불렀다. 이후 2년간 훈련을 받은 끝에 2014년 3월 14일 데뷔 전 그룹인 SM 루키즈의 일원이 되었다. SM 루키즈의 일원으로서, Mnet 드라마 미미에서 "슬픔 속에 그댈 지워야만 해"라는 곡을 발표했고 뮤직비디오에도 출연했다.
2014년 8월 1일, 레드벨벳으로 공식 데뷔했다.

### 솔로 활동
웬디는 래퍼 육지담과 함께 KBS2의 드라마 후아유 - 학교 2015의 OST "Return"을 불렀다. 곡은 2015년 6월 8일 공개되었고, 가온 싱글 차트에서 31위를 달성했다. 웬디는 JTBC 드라마 디데이의 사운드트랙인 "아나요"를 불렀고, 2015년 10월 16일 공개되었다.
2016년 1월 웬디는 우리 결혼했어요의 패널이 되었고, 복면가왕에서 "우주미녀 메텔"로 참여했다. 2016년 3월, 웬디는 SM 스테이션 프로젝트의 일원으로 에릭 남과 함께 "봄인가봐"를 불렀다. 이 "봄인가봐"는 대한민국 가온 디지털 차트에서 7위에 올랐다. 2016년 7월 웬디와 팀 동료 슬기는 함부로 애틋하게의 OST "밀지마"를 불렀다. 2016년 10월 웬디는 또 다른 팀 동료인 아이린과 함께 트릭 앤 트루에 참여했다. 2016년 12월 웬디는 SM 프로젝트의 일부로, 피아니스트 문정재 및 바이올린 닐 리와 함께 "Have Yourself a Merry Little Christmas"를 작업했고, SM 아티스트들과 함께 "너의 목소리"에 참여했다. 같은 달, 리키 마틴의 싱글 "Vente Pa' Ca"의 영어판 버전을 피처링했다.
웬디는 슬기와 함께 2017년 1월 KBS2 TV 드라마 화랑의 OST "너만 보여"를 불렀다. 2017년 2월, 웬디는 디즈니 채널의 아발로 왕국의 엘레나의 공식 테마곡 중 하나인 "My Time"을 불렀고, 뮤직비디오에도 등장했다. 같은 달, 웬디는 KBS 월드의 방송 "K-Rush"의 호스트가 되었다. 10월 27일, 웬디는 슬기 및 강타와 함께 신화의 신혜성과 이지훈이 부른 2001년 곡 인형의 리메이크 버전을 불렀다. 2017년 12월 2일 웬디와 백아연이 함께 부른 성냥팔이 소녀가 공개되었다. 2018년 2월 웬디는 SK 텔레콤의 새로운 IVA, 홀로박스의 홀로그래픽 아바타로 선정되었다.
2018년 7월 2일 웬디와 양다일이 함께 부른 "그 해 여름"이 공개되었다. 10월, SM 스테이션의 세번째 콜라보레이션인 "Station x 0"에 참여한 웬디는 미국 가수 존 레전드와 함께 "Written in the Stars"를 불렀는데, 이는 웬디가 SM 프로젝트에 6번째로 참여한 것이었다. 뮤직비디오는 2018년 10월 19일 유튜브에 공개되었다. 2018년 11월, 웬디는 JTBC 드라마 뷰티 인사이드의 사운드트랙 "안녕"을 불렀다.
2019년 12월 25일, 웬디는 2019 SBS 가요 대전에서 솔로 리허설 무대를 준비하던 중 추락사고를 당했다. 무대 디자인 팀의 직원이 제대로 된 안전 조치를 취하지 않은 것이 문제였고, 리프트 계단이 준비되지 않은 상황에서 웬디는 2.5m 아래로 추락했다. 웬디는 손목과 오른쪽 얼굴뼈, 그리고 골반에 골절이 발생했다. 웬디는 통원치료를 하며 회복 중이며, 코로나19를 함께 극복하고자 1억원을 기부하기도 했다. 2020년 3월, 웬디는 드림웍스의 신작 트롤: 월드 투어 한국어판에서 메인 캐릭터 파피의 목소리를 맡았다. 영화는 4월에 개봉했다.
2021년 4월 5일, 웬디가 첫 솔로 앨범을 발매한다. 더블 타이틀 곡 'When This Rain Stops'와 'Like Water'를 비롯한 5곡이 수록되어 있는 앨범이다.

## 음반 활동
| 제목                                                                    | 연도   | 차트 최고 순위 | 판매                 | 앨범                     |
| 제목                                                                    | 연도   | 대한민국       | 판매                 | 앨범                     |
| 콜라보                                                                  | 콜라보 | 콜라보         | 콜라보               | 콜라보                   |
| ----------------------------------------------------------------------- | ------ | -------------- | -------------------- | ------------------------ |
| "One Dream One Korea" (다양한 아티스트)                                 | 2015   | —              | 빈칸                 | 기부곡                   |
| 봄인가 봐 (에릭 남)                                                     | 2016   | 7              | - 대한민국: 820,131+ | SM 스테이션 시즌 1       |
| Have Yourself A Merry Little Christmas (문정재 및 닐 리)                | 2016   | —              | 빈칸                 | SM 스테이션 시즌 1       |
| Sound of Your Heart (슬기, 써니, 루나, 예성, 태일, 도영)                | 2016   | —              | 빈칸                 | SM 스테이션 시즌 1       |
| 인형 (강타와 슬기)                                                      | 2017   | —              | 빈칸                 | SM 스테이션 시즌 2       |
| 성냥팔이 소녀 (백아연)                                                  | 2017   | 55             | - 대한민국: 59,483   | SM 스테이션 시즌 2       |
| "그 해 여름" (양다일)                                                   | 2018   | 40             | 빈칸                 | 비앨범 싱글              |
| "Written In The Stars" (존 레전드)                                      | 2018   | —              | 빈칸                 | SM 스테이션X 0           |
| "This Is Your Day (for every child, UNICEF)" (다양한 아티스트)          | 2019   | —              | 빈칸                 | SM 스테이션 X            |
| 피처링                                                                  |        |                |                      |                          |
| Vente Pa' Ca (영어 버전) (리키 마틴)                                    | 2016   | —              | 빈칸                 | 빈칸                     |
| OST                                                                     |        |                |                      |                          |
| 슬픔 속에 그댈 지워야만 해                                              | 2014   | 230            | - 대한민국: 18,758+  | 미미 OST                 |
| "Return" (육지담)                                                       | 2015   | 31             | - 대한민국: 93,844+  | 후아유 - 학교 2015 OST   |
| 아나요                                                                  | 2015   | 139            | - 대한민국: 20,824+  | D-Day OST                |
| 밀지마 (슬기)                                                           | 2016   | 25             | - 대한민국: 182,984+ | 함부로 애틋하게 OST      |
| 너만 보여 (슬기)                                                        | 2017   | 80             | - 대한민국: 24,912+  | 화랑 OST                 |
| "My Time" (한국어 버전)                                                 | 2017   | 앨범 미발표    | 앨범 미발표          | 아발로 왕국의 엘레나 OST |
| "Goodbye"                                                               | 2018   | 31             | 빈칸                 | 뷰티 인사이드 OST        |
| "What If Love"                                                          | 2019   | 158            | 빈칸                 | 진심이 닿다 OST          |
| "—" 대한민국 차트에 올라가지 않았거나, 대한민국 이외의 지역에서 부른 곡 |        |                |                      |                          |

### 작사 참여
| 연도 | 앨범        | 아티스트                     | 곡                              | 가사   | 가사          | 참조   |
| 연도 | 앨범        | 아티스트                     | 곡                              | 크레딧 | 참여          | 참조   |
| ---- | ----------- | ---------------------------- | ------------------------------- | ------ | ------------- | ------ |
| 2019 | 비앨범 싱글 | 엘리 굴딩, 디플로 & 레드벨벳 | "Close To Me (레드벨벳 리믹스)" | 예     | 예리 & 이수란 | [ 56 ] |

## 음반 외 활동

### 영화
| 연도 | 제목                | 역할 | 각주          | 참고   |
| ---- | ------------------- | ---- | ------------- | ------ |
| 2015 | SMTown: 더 스테이지 | 본인 | 다큐멘터리    | [ 57 ] |
| 2020 | 트롤: 월드 투어     | 와니 | 목소리        | [ 58 ] |
| 2020 | 트롤: 월드 투어     | 파피 | 한국어 더빙판 | [ 59 ] |

### 드라마
| 연도 | 제목        | 방송사 | 역할 | 각주         | 참고   |
| ---- | ----------- | ------ | ---- | ------------ | ------ |
| 2016 | 태양의 후예 | KBS2   | 본인 | 카메오, 16화 | [ 60 ] |

### 예능
| 연도      | 제목                     | 방송사      | 역할             | 각주                        | 참조          |  |
| --------- | ------------------------ | ----------- | ---------------- | --------------------------- | ------------- |  |
| 2015      | 백인백곡 끝까지 간다     | JTBC        | 참가자           | 슬기 공동출연               |               |  |
| 2015–2016 | 우리 결혼했어요 시즌 4   | MBC         | 패널             |                             | [ 28 ]        |  |
| 2016      | 복면가왕                 | MBC         | 참가자           | 우주미녀 메텔 (43회)        |               |  |
| 2016–2017 | 트릭 앤 트루             | KBS2        | 고정 패널        | 1화부터                     | [ 31 ] [ 61 ] |  |
| 2017      | 편의점을 털어라          | tvN         | 호스트           |                             | [ 62 ]        |  |
| 2017      | K-Rush                   | KBS         | 호스트           | 1화–4화                     |               |  |
| 2018      | 배틀트립                 | KBS         | 캐스트           | 슬기 공동출연 (100화-103화) |               |  |
| 2019      | 복면가왕                 | MBC         | 참가자 및 우승자 | 초록마녀 (225회–226화)      |               |  |
| 2021      | 배달가요-신비한 레코드샵 | JTBC        | 첫 공동 MC       |                             |               |  |
| 2021      | SNL 코리아 리부트        | 쿠팡 플레이 | 크루             |                             |               |  |
| 2025      | 방판뮤직 어디든 가요     | KBS2        |                  |                             |               |  |

### 라디오 DJ
| 연도                               | 라디오                  | 방송사      | 각주                     |
| ---------------------------------- | ----------------------- | ----------- | ------------------------ |
| 2015                               | 이홍기의 키스 더 라디오 | KBS 쿨 FM   | 스페셜 DJ, 슬기 공동출연 |
| 2018                               | NCT의 night night!      | SBS 파워 FM | 스페셜 DJ                |
| 2018                               | 영스트리트              | SBS 파워 FM | 스페셜 DJ                |
| 2021.7.12-2023.7.2, 2024.8.19-현재 | 영스트리트              | SBS 파워 FM | DJ                       |

### 홍보대사
- 2016년 한국공정무역단체협의회 2016 공정 무역 홍보대사

## 수상
- 2022년 하이원 서울가요대상 발라드상
- 2022년 SBS 연예대상 라디오 DJ상
- 2025년 제1회 디 어워즈 유픽 인기상 베스트 여자 솔로상

## 팬미팅

### 2023 HAPPY WENDY-DAY
| 개최일          | 도시 | 국가     | 개최지     |
| --------------- | ---- | -------- | ---------- |
| 2023년 2월 19일 | 서울 | 대한민국 | 로운아트홀 |

### 2024 B-day PARTY – WENDY [HAPPY WENDY DAY]
| 개최일          | 도시 | 국가     | 개최지         |
| --------------- | ---- | -------- | -------------- |
| 2024년 2월 29일 | 서울 | 대한민국 | 명화 라이브 홀 |